# TSV Union Wuppertal
Der TSV Union Wuppertal (offiziell: Turn- und Spielverein Union Wuppertal e. V.) ist ein Sportverein aus dem Elberfelder Norden in Wuppertal. Die Damenmannschaft wurde zweimal Deutscher Meister im Tischtennis.

## Geschichte
Der Verein wurde 1920 unter dem Namen Sport Club Union Elberfeld (S. C. Union Elberfeld) als reiner Fußballverein gegründet. Nach der Gründung der Stadt Wuppertal (als Zusammenschluss der Städte Elberfeld, Barmen, Cronenberg, Ronsdorf und Vohwinkel) nannte der Verein sich S. C. Union Wuppertal-Elberfeld. Im Zuge der Machtergreifung 1933 schlossen sich andere Vereine, die aufgelöst werden mussten, dem S. C. Union Wuppertal-Elberfeld an. Dabei entstanden die Sparten Handball, Turnen, Leichtathletik und Boxen. Der Verein nannte sich um in TSV Union Wuppertal. 1945 bildete sich die Tischtennisabteilung. 1952 trug sich der Verein ins Vereinsregister ein und heißt seitdem TSV Union Wuppertal e. V. Im gleichen Jahr verließen die Abteilungen Turnen, Handball und Leichtathletik die Union und gründeten den eigenen Verein TSV 1887 Wuppertal.

## Abteilungen

### Tischtennis
Die Tischtennis-Damenmannschaft gehörte nach dem Zweiten Weltkrieg zu den führenden Teams in Deutschland. Sie wurden zweimal deutscher Meister. In der Besetzung Ilse Lohmann, Gerda Schlerth, Grete Schardt, Marlies Gathmann, Erika Weskott, Agnes Ebbrecht und Hannelore Witt (später Hannelore Schweinsmann) siegte sie in der Saison 1948/49 im Mai 1949 im Endspiel mit 8:1 gegen Eintracht Frankfurt. Ein Jahr später gewann das gleiche Team – ohne Schweinsmann-Witt – das Endspiel gegen TTC Blau-Gold Berlin mit 6:3. In der Saison 1954/55 erreichten die Damen Platz vier.
Die Tischtennis-Abteilung verließ 1990 den Verein und gründete gemeinsam mit der Tischtennissparte des SV Borussia Wuppertal den TTC Wuppertal.

### Fußball
Die 1. Herrenmannschaft spielte in den 1980er Jahren lange in der Bezirksliga und in der Saison 1986/87 sogar eine Spielzeit in der Landesliga. Aktuell spielt die 1. Herrenmannschaft in der Kreisliga A, ebenso wie die 1. Damenmannschaft. Der Fußball wurde seit 1965 hauptsächlich auf dem Tennensportplatz Hardenbergstraße ausgeübt. Dieser konnte vom Verein im Jahr 2016 in einen Kunstrasensportplatz inkl. Jugendspielfeld umgebaut werden.